# Метод сжатия заголовков TCP/IP Якобсона
Метод сжатия заголовков TCP/IP Ван Якобсона — протокол сжатия данных, описанный в RFC 1144, специально был создан Ван Якобсоном для улучшения производительности TCP/IP при медленных последовательных соединениях. Метод сжатия Ван Якобсона уменьшает обычные 40-байтные заголовки TCP/IP-пакетов примерно до 3-4 байт (в лучшем случае). Это достигается за счет запоминания состояния TCP-соединений на обоих концах соединения, и отсылаются только изменения в полях заголовка. Это приводит к довольно большой разнице с точки зрения интерактивной производительности на низкоскоростных соединениях, но при этом этот метод никак не борется с задержками при обработке, присущими большинству модемов для коммутируемой связи (dialup).
Сжатие заголовков Ван Якобсона (Van Jacobson Header Compression) (также упоминается как «VJ-сжатие» (VJ compression) или просто как «Сжатие заголовков» (Header Compression)) — дополнительная возможность в большинстве версий PPP. Версии SLIP-протокола с поддержкой VJ-сжатия часто именуются «Сжатым SLIP» (Compressed SLIP).
За счёт сжатия заголовков можно использовать увеличенные значения MTU и MSS.